# Kasach (rzeka)
Kasach (orm. Քասաղ) – rzeka w Armenii, lewy dopływ rzeki Mecamor (dopływ Araksu). Ma długość 89 km, a powierzchnia jej zlewni wynosi 1480 km². Jej źródła znajdują się na północnych zboczach góry Aragac.
Wzdłuż rzeki położone są miasta:
- Aparan
- Asztarak
- Oszakan
- Wagharszapat

## Galeria

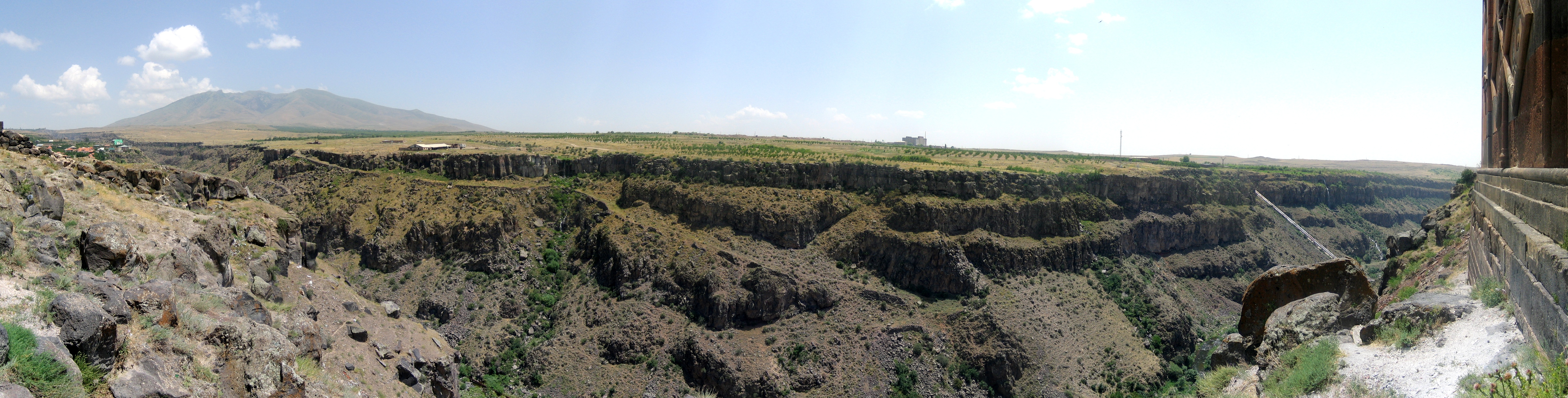
Przełom rzeki
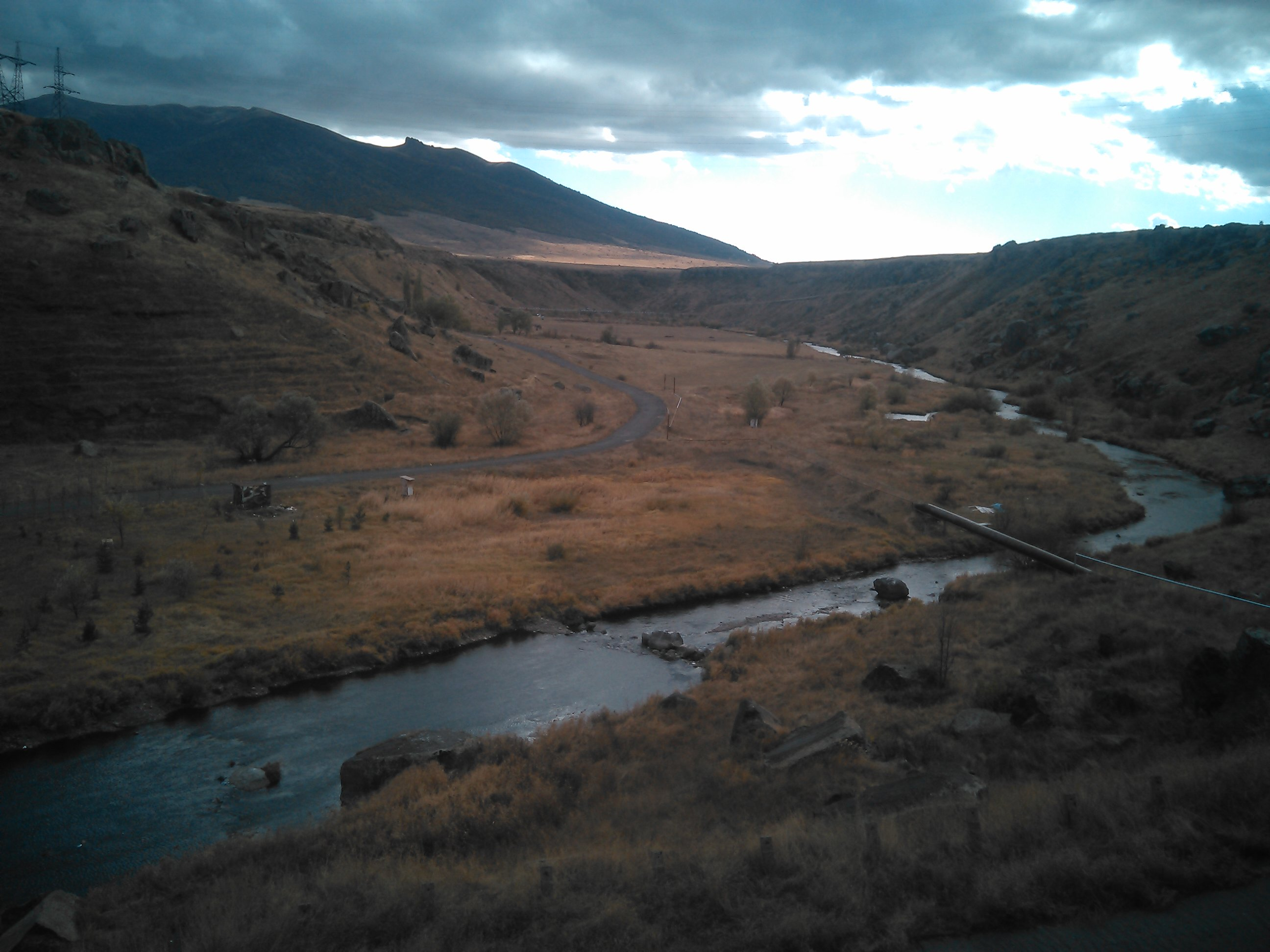
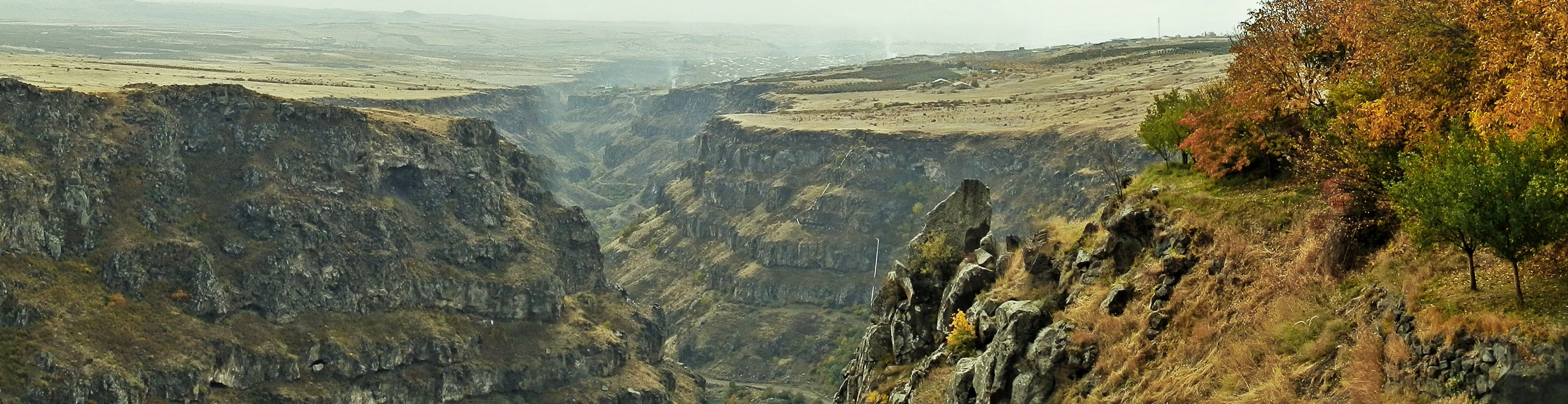
Przełom rzeki
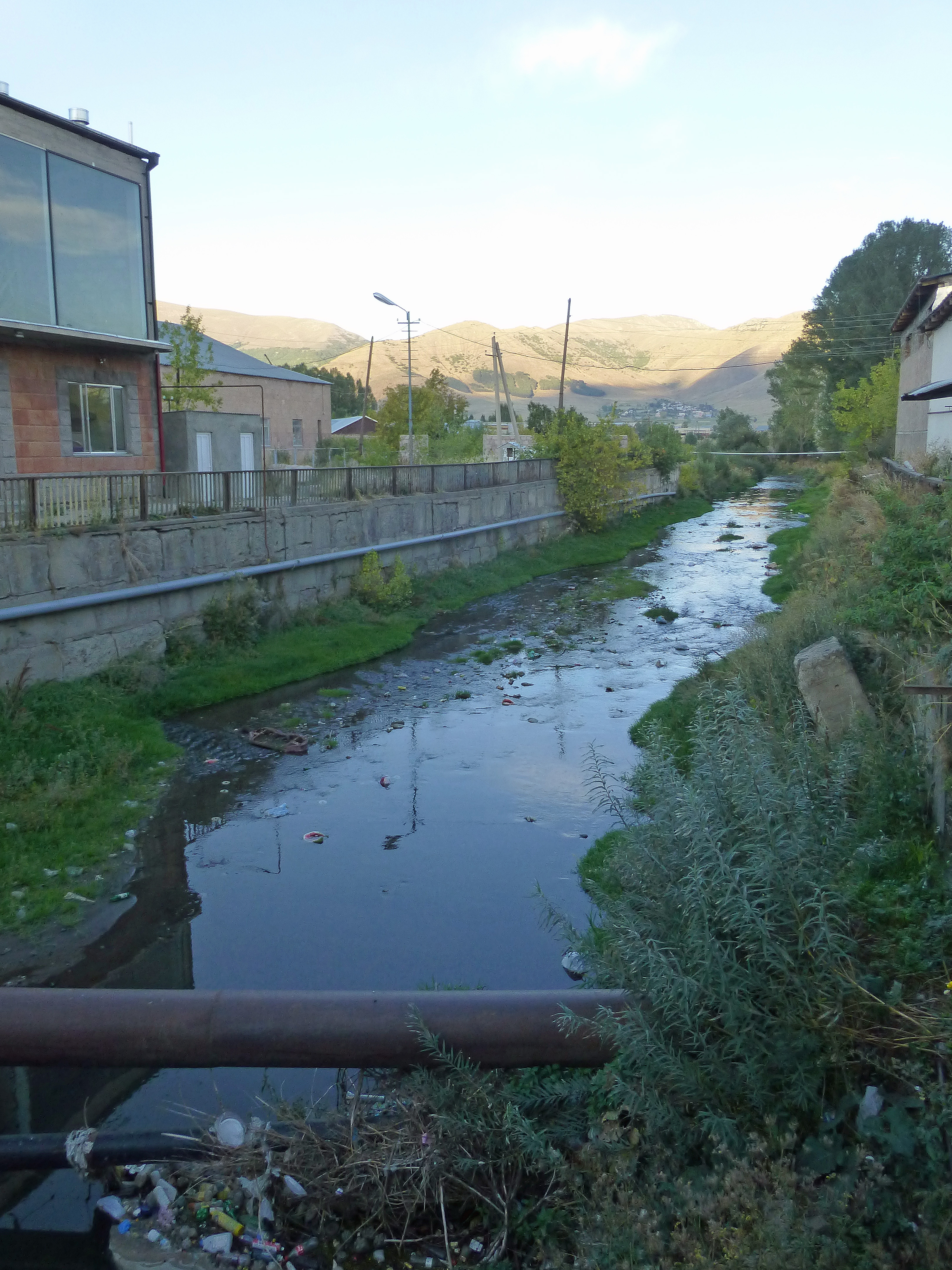
Kasach w Aparan